# Isòtops del roentgeni
El roentgeni (Rg) no té cap isòtop estable. S'han caracteritzat 12 isòtops, el més estable dels quals és el 280Rg, amb un període de semidesintegració de 3,6 segons.

## Taula
| Símbol del núclid | Z(p)                | N(n)                | massa isotòpica(u)  | període de semidesintegració | Espín nuclear | composició isotòpics representativa (fracció molar) | rang de variació natural (fracció molar) |
| Símbol del núclid | energia d'excitació | energia d'excitació | energia d'excitació | període de semidesintegració | Espín nuclear | composició isotòpics representativa (fracció molar) | rang de variació natural (fracció molar) |
| ----------------- | ------------------- | ------------------- | ------------------- | ---------------------------- | ------------- | --------------------------------------------------- | ---------------------------------------- |
| 272Rg             | 111                 | 161                 | 272.15362(36)#      | 2.0(8) ms [3.8(+14-8) ms]    | 5+#,6+#       |                                                     |                                          |
| 273Rg             | 111                 | 162                 | 273.15368(65)#      | 5# ms                        |               |                                                     |                                          |
| 274Rg             | 111                 | 163                 | 274.15571(66)#      | 6.4(+307-29) ms              |               |                                                     |                                          |
| 275Rg             | 111                 | 164                 | 275.15614(74)#      | 10# ms                       |               |                                                     |                                          |
| 276Rg             | 111                 | 165                 | 276.15849(67)#      | 100# ms                      |               |                                                     |                                          |
| 277Rg             | 111                 | 166                 | 277.15952(66)#      | 1# s                         |               |                                                     |                                          |
| 278Rg             | 111                 | 167                 | 278.16160(68)#      | 1# s                         |               |                                                     |                                          |
| 279Rg             | 111                 | 168                 | 279.16247(71)#      | 0.17(+81-8) s                |               |                                                     |                                          |
| 280Rg             | 111                 | 169                 | 280.16447(80)#      | 3.6(+43-13) s                |               |                                                     |                                          |
| 281Rg             | 111                 | 170                 | 281.16537(100)#     | 1# min                       |               |                                                     |                                          |
| 282Rg             | 111                 | 171                 | 282.16749(95)#      | 4# min                       |               |                                                     |                                          |
| 283Rg             | 111                 | 172                 | 283.16842(84)#      | 10# min                      |               |                                                     |                                          |